# Fulltofta-Ringsjön
Fulltofta-Ringsjön este o arie protejată (arie de protecție specială avifaunistică — SPA) din Suedia întinsă pe o suprafață de 876,1 ha, integral pe uscat.

## Localizare
Centrul sitului Fulltofta-Ringsjön este situat la coordonatele 55°52′33″N 13°35′12″E / 55.8758°N 13.5867°E.

## Înființare
Situl Fulltofta-Ringsjön a fost declarat arie de protecție specială avifaunistică în decembrie 1996 pentru a proteja 25 de specii de animale.

## Biodiversitate
Situată în ecoregiunea continentală, aria protejată nu include niciun habitat protejat.
La baza desemnării sitului se află mai multe specii protejate de  păsări (25): pescăruș albastru (Alcedo atthis), buhai de baltă (Botaurus stellaris), caprimulg (Caprimulgus europaeus), chirighiță neagră (Chlidonias niger), barză albă (Ciconia ciconia), erete de stuf (Circus aeruginosus), lebădă de iarnă (Cygnus cygnus), ciocănitoare neagră (Dryocopus martius), cufundar mic (Gavia stellata), cocor (Grus grus), sfrâncioc roșiatic (Lanius collurio), pescăruș mic (Larus minutus), ciocârlie de pădure (Lullula arborea), gaia roșie (Milvus milvus), vultur pescar (Pandion haliaetus), viespar (Pernis apivorus), Phalacrocorax carbo sinensis, bătăuș (Philomachus pugnax), ploier auriu (Pluvialis apricaria), corcodel-urechiat (Podiceps auritus), ciocântors (Recurvirostra avosetta), chiră mică (Sterna albifrons), pescăriță mare (Sterna caspia), chiră de baltă (Sterna hirundo), fluierar de mlaștină (Tringa glareola).